# (222) Lucía
(222) Lucía es un asteroide perteneciente al cinturón de asteroides descubierto el 9 de febrero de 1882 por Johann Palisa desde el observatorio de Viena, Austria.
Está posiblemente nombrado en honor de una hija del explorador austriaco Johann Nepomuk «Graf» Wilczek (1837-1922).
Forma parte de la familia asteroidal de Temis.